# Bob van der Valk
Bob van der Valk (26 ottobre 1927 – 11 novembre 2016) è stato un cestista olandese.

## Carriera
Con i Paesi Bassi ha disputato due edizioni dei Campionati europei (1949, 1951).